# 터키콘도르

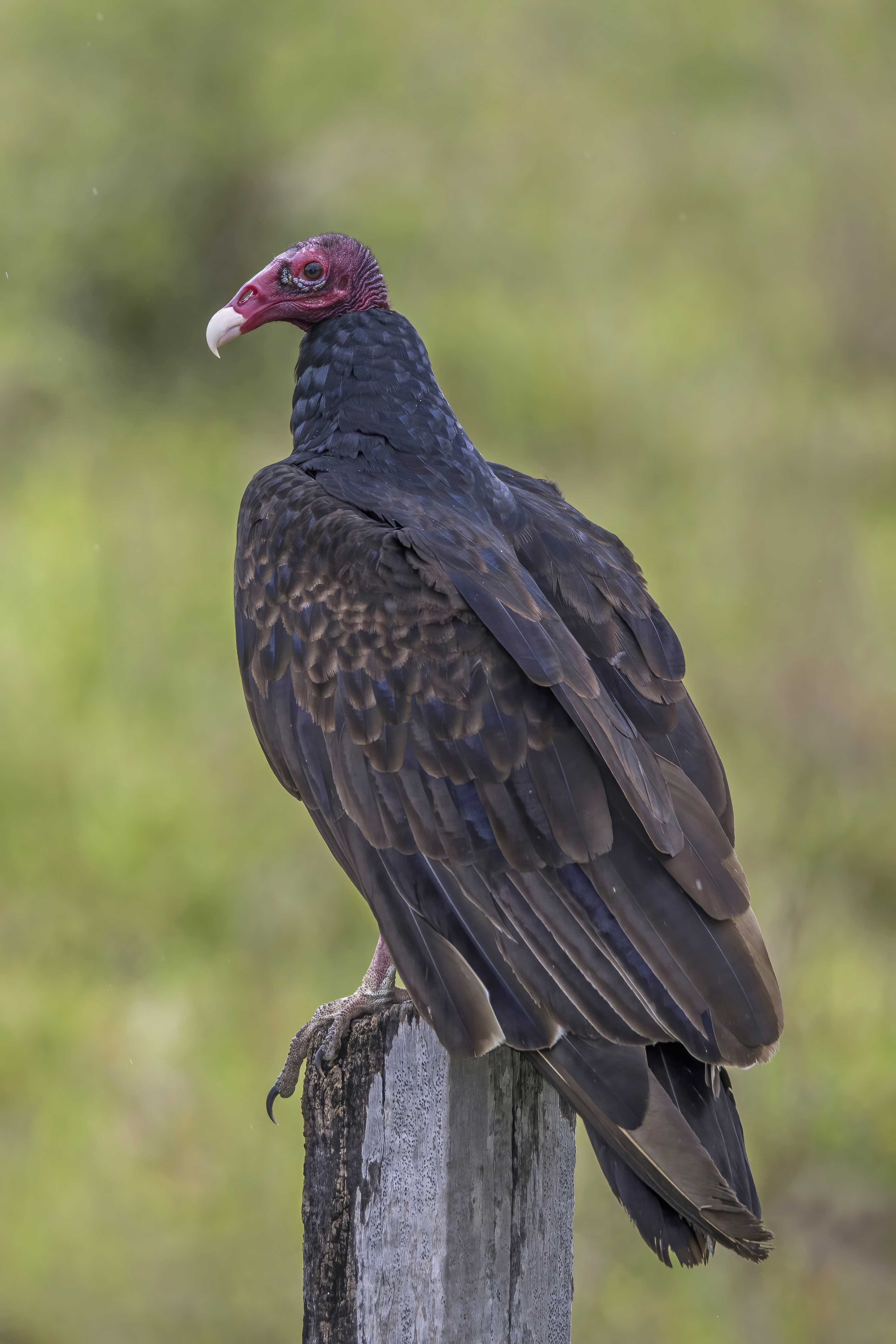
오렌지워크구의 터키콘도르

터키콘도르(Turkey vulture, Cathartes aura)는 콘도르과 중에서 가장 널리 퍼져 있다. 터키콘도르는 콘도르과 계통의 콘도르속에 속하는 세 종 중 하나이며 캐나다 남부에서 남아메리카 최남단까지 분포한다. 아열대 숲, 관목 지대, 목초지, 사막을 포함한 다양한 개방형 및 반개방형 지역에 서식한다.
모든 신세계독수리와 마찬가지로 유럽, 아프리카 및 아시아의 구세계독수리와 밀접한 관련이 없다. 그러나 두 그룹은 수렴 진화로 인해 서로 매우 유사하다.
터키콘도르는 청소 동물이며 거의 전적으로 썩은 고기를 먹는다. 예리한 눈과 후각을 사용하여 먹이를 찾고, 죽은 동물의 부패 과정이 시작될 때 생성되는 가스를 감지할 수 있을 만큼 낮게 비행한다. 비행 중에는 열에너지를 사용하여 공기 중에서 이동하며 날개를 자주 펄럭인다. 대규모 커뮤니티 그룹에 자리잡고 있다. 새의 발성 기관인 누공이 없기 때문에 끙끙거리는 소리나 낮은 쉭쉭 소리만 낼 수 있다. 동굴이나 속이 빈 나무, 덤불 속에 둥지를 틀고 있다. 매년 새끼 두 마리를 키우며 역류를 통해 먹이를 먹는다. 자연적인 포식자가 거의 없다. 미국에서 독수리는 1918년 철새 조약법에 따라 법적 보호를 받는다.